# Vere Gordon Childe

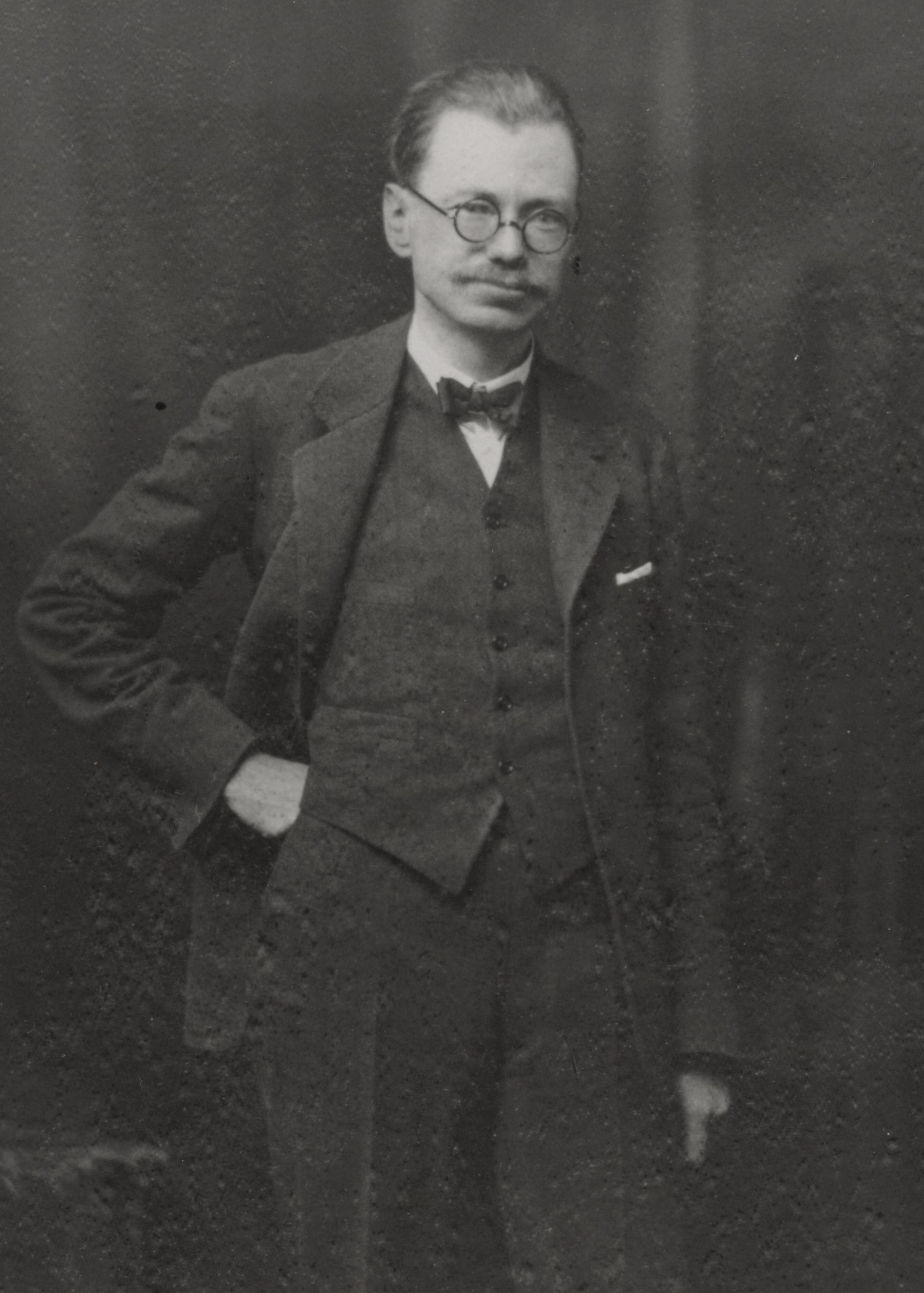
Vere Gordon Childe

Vere Gordon Childe (Sydney, 14 april 1892 – Mount Victoria, 19 oktober 1957) was een Australische filoloog, die zich later specialiseerde in archeologie. Hij legde Skara Brae op de Orkneyeilanden bloot, een vondst uit het neolithicum (1928).
Childes invalshoek wat betreft de prehistorie was marxistisch gekleurd. Hij is de bedenker van de termen neolithic revolution (neolithische revolutie) en urban revolution (stedelijke revolutie). Childe was een van de grote denkers wat betreft het combineren van zijn ontdekkingen en de theorie van de prehistorische ontwikkeling op een bredere Europese en wereldwijde schaal.

## Biografie
Childe kwam naar Groot-Brittannië om te studeren op het Queens College van de Universiteit van Oxford. Toen hij terugging naar Australië werd hij de privé secretaris van politicus John Storey, toenmalig lid van de New South Wales Legislative Council voor de wijk Balmain en kort premier van New South Wales. In 1923 publiceerde hij het boek How Labour Governs over die periode. Toen Storey onverwacht overleed in 1921, verliet Childe de politiek en vertrok hij naar Europa.
Hij behaalde erkenning met zijn boek The Dawn of European Civilisation in 1925, waarop hij meteen nog een werk uitbracht over archeologische theorie. In de eerste titel legde hij zijn ideeën op tafel over de relatie tussen de Europese ontwikkeling en die van het nabije Oosten. In zijn boek The Aryans: a study of Indo-European origins (1926) onderzocht hij ook de relatie tussen archeologie en Indo-Europese talen. Hij postuleerde een aangepaste diffusionistische theorie over de verspreiding van de beschaving, waarin hij Zuid-Rusland opvoerde als het vaderland van de Pre-Indo-Europeanen en bestudeerde deze theorie in het kader van het archeologische totaal aan vondsten. Zijn ideeën droegen bij aan de latere theorie van de Koergan-invasie van Marija Gimbutas. Childes oorspronkelijke idee van de Ariërs was onvermijdelijk beïnvloed door de racistische ideologie van zijn tijd, maar was niettemin verschillend van het idee van de nazi's dat de Ariër superieur achtte. Daar vocht Childe juist tegen in de jaren 1930.

## Multitalent
Childe had meerdere talenten. Niet alleen was hij een gearriveerd linguïst, maar van 1927 tot 1946 diende hij tevens als hoogleraar archeologie aan de Universiteit van Edinburgh. De opgraving van Skara Brae vond plaats toen hij opgeroepen werd om toezicht te houden op werk dat begon nadat een storm eerder onontdekte bijkomende structuren blootgelegd had. Voor Childe was dit geen alledaagse bezigheid, want hij was niet zo'n graver. Zijn grootste talent lag in het interpreteren van door anderen ontdekte gegevens. In hetzelfde jaar (1928) kwam zijn boek uit dat de opkomst van de beschaving in het nabije Oosten bestudeerde: The Most Ancient East .
Childe was tevens een deskundig populist. Zijn boeken What Happened in History (1942) en Man Makes Himself (1951) waren toegankelijke werken die archeologie uitlegden aan een breed publiek en van Childe een bekendheid maakten. Nadat hij Edinburgh verlaten had, werd Childe benoemd tot directeur van het Institute of Archaeology aan de Universiteit van Londen. Daar bleef hij tien jaar, tot aan zijn pensionering (1956). Hij keerde terug naar Australië, maar overleed in 1957 in de Blue Mountains. Hij viel te pletter in omstandigheden die op een ongeluk leken, maar gezien zijn persoonlijke omstandigheden werd zelfmoord niet uitgesloten. Hoewel Childe betrokken was bij de linkse politiek in Australië, zat zijn marxisme meer in zijn denken dan in zijn doen.

## Nalatenschap
Childe was de eerste die ontwikkelingen onderzocht die hij de neolithische revolutie en de stedelijke revolutie noemde in het archeologisch onderzoeksgebied. Dit zijn nog steeds vitale concepten in prehistorische studies. Verdere ontwikkelingen in de beschaving (Childe concentreerde zich voornamelijk op Europa en het nabije Oosten) konden worden uitgelegd met verwijzingen naar de destijds ingevoerde technologische veranderingen. Om dit mogelijk te maken voerde Childe termen in als bronstijd en ijzertijd als manier om verschuivingen van een ontwikkelingsniveau naar een ander materiaal te onderzoeken, in plaats van enkel ter datering.
Childe legde grote nadruk op het Hellenisme als toppunt van de Grieks-Romeinse beschaving, in plaats van Athene in de 5e eeuw voor Christus of het Romeinse Rijk. In het Hellenistische, oostelijke Middellandse Zeegebied en met name in Alexandrië, zag Childe het hoogtepunt van de klassieke cultuur.

## Publicaties
- How Labour Governs (1923)
- The Dawn of European Civilization (1925)
- The Aryans: A Study of Indo-European Origins (1926)
- The Danube in Prehistory (1929)
- The Bronze Age (1930)
- The Forest Cultures of Northern Europe: A Study in Evolution and Diffusion (1931)
- The Continental Affinities of British Neolithic Pottery (1932)
- Neolithic Settlement in the West of Scotland (1934)
- New Light on the Most Ancient East (1935)
- Prehistory of Scotland (1935)
- Man Makes Himself (1936, licht herzien in 1941, 1951, opgenomen in de Thinker's Library)
- Prehistoric communities of the British Isles (1940)
- What Happened in History (1942)
- The Story of Tools (1944)
- Progress and Archaeology (1944, 1945, opgenomen in de Thinkers Library)
- History (1947)
- Social Worlds of Knowledge (1949)
- The Constitution of Archaeology as a Science (1953)
- Society and Knowledge (1956)
- Piecing Together the Past: The Interpretation of Archeological Data (1956)